# Jean-Pierre Verjus
Pour les articles homonymes, voir Verjus (homonymie).
Jean-Pierre Verjus, né le 2 janvier 1943 à Annecy, est un informaticien français. Il a été chercheur à l'Université Grenoble-Alpes, puis professeur d’université successivement au sein des Universités de Montréal, Grenoble et Rennes, à l’École polytechnique fédérale de Lausanne (EPFL) et à l’École nationale supérieure d’informatique et de mathématiques appliquées de Grenoble (ENSIMAG - Grenoble INP). En parallèle, il a fondé et dirigé des centres de recherche de Rennes et de Grenoble-Rhône Alpes de l'Institut national de recherche en informatique et en automatique (Inria), puis Directeur Général Adjoint de cet Institut. Ses travaux ont porté sur les systèmes informatiques parallèles et distribués autour de réseaux. Après sa retraite de la fonction publique en 2010, il mène des activités de conseil, de création d'entreprises et de création de groupement en France et plus particulièrement au sein de l'écosystème grenoblois.

## Biographie

### Formation Supérieure (1960-1968)
De 1960 à 1968, il fait ses études supérieures et son doctorat à l'ENSIMAG et l'Université Grenoble-Alpes. Il soutient en 1968 sa thèse de doctorat sur l'étude et réalisation d'un système Algol conversationnel sous la direction de Louis Bolliet et de Jean Kuntzmann. Comme beaucoup d'autres jeunes chercheurs de cette ville universitaire, il est encouragé à essaimer ce qu’il a appris en informatique ailleurs en France ou à l'étranger. Pour ce qui le concerne, il est appelé comme Professeur à l'Université de Montréal.

### Enseignant-chercheur (1968-1977)
Il monte des enseignements et des activités de recherche au sein des départements d’informatique en construction à Montréal,,, Rennes (où on le charge de monter un enseignement complet d’Informatique, la direction d’un laboratoire de recherche et celle du Centre de Calcul Universitaire) et Lausanne (où l’Ecole Polytechnique Fédérale lui confie la charge de monter le premier cours de 3e cycle romand d’informatique). Louis Bolliet l’appelle en 1975 à l’Université de Grenoble pour participer au développement du centre commun de recherche avec le constructeur français d’ordinateurs BULL. Ses travaux de recherche portent sur l'adressage et la synchronisation dans les systèmes à partage de ressources, les systèmes parallèles et distribués, les réseaux informatiques,,. Il est membre en particulier de deux groupes de chercheurs et d’enseignants qui rédigent deux ouvrages fondateurs sur ces sujets : CROCUS et CORNAFION.

### Fondateur et directeur des Centres de Recherche INRIA à Rennes puis à Grenoble
En 1977, il est rappelé à Rennes par l’Université et le CNRS pour diriger l’IRISA, puis pour créer le premier centre en région du tout nouveau Institut National de Recherche en Informatique (INRIA qui se substitut à l’ancien IRIA, sous la conduite de JL Lions),,. Durant cette période, il intervient dans de nombreux comités régionaux et nationaux pour promouvoir et évaluer la recherche et l’enseignement supérieur en informatique.
En 1983, le Ministère de la Recherche et le CNRS lui confient la direction du programme national C3 (Coopération, Concurrence et Communication), qui regroupera un millier de chercheurs sur les thématiques liées aux systèmes informatiques parallèles et distribués et les réseaux informatiques préfigurant Internet.
En 1987, les Universités de Grenoble et le CNRS appellent J.P. Verjus pour lui confier le rassemblement et la direction d’une des plus grandes communautés de chercheurs en informatique de France (Fédération IMAG, plus de 1000 chercheurs, qu'il dirige de 1988 à 1996) alors qu’Alain Bensoussan, PDG de l’INRIA le charge d’y installer le 4e Centre Régional de cet Institut (Centre INRIA Rhône-Alpes), ce qui sera effectif en 1992,, et qu'il dirigera jusqu'en 2001.

### Fonctions nationales
De 2001 à 2005, J.P. Verjus sera appelé dans de nombreux comités nationaux (comme le Conseil Supérieur de la Recherche et de la Technologie, CSRT) et régionaux et participera à la création du pôle de compétitivité Minalogic (dont il est Vice-Président) et au rapprochement, à Grenoble, entre le monde académique et le monde industriel, entre le monde du logiciel et celui de la microélectronique et entre le monde de la recherche en numérique et du management. Au sein de l'INRIA, il agit en faveur de la création du site de vulgarisation Interstices et, en lien avec Franck Laloê du CNRS, de la plateforme d’archives ouvertes HAL. À Grenoble, il participe à la création de Grenoble Network Initiative (GNI, dont il sera Vice-Président) dont l’objectif est de sensibiliser le monde politique, institutionnel et industriel à la révolution annoncée d’Internet, ce qui l’amène à être consulté très largement sur ce sujet. À la même époque, Bernard Larrouturou, PDG de l’INRIA, lui confie ainsi qu’à Michel Cosnard une mission visant à créer trois nouveaux centres INRIA (à Lille, Bordeaux et Saclay). Il est également conseiller du directeur de la recherche technologique (DRT) du CEA de 2001 à 2006. En 2006, Michel Cosnard, nouveau PDG de l’INRIA, l’appelle à ses côtés en région parisienne comme Directeur Général Adjoint (2006 à 2010) puis comme Conseiller Spécial (de 2010 à 2014). J.P. Verjus est également nommé en 2016 Président du Comité d’Orientation Scientifique et Technique du GIP Renater (Réseau National de l’Enseignement Supérieur et de la Recherche).

### Retour dans l'écosystème grenoblois
En 2010, Jean-Pierre Verjus prend sa retraite de la fonction publique et s’investit de nouveau dans l’écosystème grenoblois. Le Président de Grenoble Alpes Métropole et sa Vice-Présidente Geneviève Fioraso lui confient une mission sur le logiciel qui sera remise solennellement aux élus, responsables publics ou entrepreneurs grenoblois, en mai 2012, en présence de la Ministre de la Recherche G. Fioraso. À la suite de cette mission, Grenoble Alpes Métropole confie deux autres missions à J.P. Verjus : la première consiste à porter la candidature de la métropole Grenobloise au label « French Tech » et la seconde à développer un centre de recherche mixte « hard-soft » sur le site de Minatec à Grenoble. Grenoble sera labellisée Métropole French Tech en 2014,, et lors du renouvellement du label French Tech en 2016, Jean-Pierre Verjus porte la candidature commune des 4 agglomérations d’Annecy, Chambéry, Grenoble et Valence sous le nom de « French Tech in the Alps ». C’est aujourd’hui ce regroupement de quatre agglomérations – auxquelles s’est jointe en 2019 l’agglomération du Genevois Français – qui porte le label « Capitale French Tech » attribué en 2020. C’est dans le cadre de son action au sein de la French Tech du sillon alpin qu’il prend de 2017 à 2021 la présidence de la SCIC Campus numérique in the Alps,. J.P. Verjus est également depuis 2020 conseiller du Directeur du Centre Inria de Grenoble-Alpes.

## Distinctions
- Chevalier de l'ordre national du Mérite (1984)
- Officier de l'ordre national du Mérite (1992)
- Docteur Honoris Causa, Université de Montréal[5] (1996)
- Chevalier de la Légion d'honneur (2008)
- Diplôme d'Honneur, Grenoble Ecole de Management (2010)